# Megaladapis
Vượn cáo Kaola (Danh pháp khoa học: Megaladapis) là một chi vượn cáo đã tuyệt chủng của họ Megaladapidae. Loài tồn tại sau cùng trong chi này là Megaladapis edwarsi. Mặc dù chúng không được đặt tên cho đến năm 1894, nhưng vượn cáo Kaola đã tồn tại lâu từ cuối thời đại Pleistocen đến kỳ Holocen.

## Đặc điểm
Chúng có thể là quan hệ mật thiết đến các loài vượn cáo hiện đại. Con người đã tới Madagascar từ 2000 năm trước. Kể từ đó 17 loài vượn cáo đã tuyệt chủng mà nguyên nhân vì kích thước của chúng. Loài vượn cáo Megaladapis edwarsi có hộp sọ mang kích thước của một con Gorrila Edwarsi. Cơ thể chúng to lớn và dài 1,5 m (5 ft), và nặng tới khoảng 75 kg (165 lb), có thể nhiều hơn. Chúng quá to lớn để nhảy, và hạn chế khả năng đi săn trên mặt đất. Megaladapis edwarsi có thể đi bằng bốn chân giống như một con đười ươi. 